# Campeonato Mundial de Ciclismo BMX de 2001
El VI Campeonato Mundial de Ciclismo BMX se celebró en Louisville (Estados Unidos) entre el 26 y el 29 de julio de 2001 bajo la organización de la Unión Ciclista Internacional (UCI) y la Federación Estadounidense de Ciclismo.

## Resultados

### Masculino
| Evento  | Oro                        | Plata                   | Bronce                            |
| ------- | -------------------------- | ----------------------- | --------------------------------- |
| Carrera | Dale Holmes Reino Unido    | Ivo Lakučs Letonia      | Randy Stumpfhauser Estados Unidos |
| Cruiser | Christophe Lévêque Francia | Dale Holmes Reino Unido | Randy Stumpfhauser Estados Unidos |

### Femenino
| Evento  | Oro                           | Plata                          | Bronce                |
| ------- | ----------------------------- | ------------------------------ | --------------------- |
| Carrera | María Gabriela Díaz Argentina | Marie McGilvary Estados Unidos | Elodie Ajinça Francia |

## Medallero
| Núm. | País           | Oro | Plata | Bronce | Total |
| ---- | -------------- | --- | ----- | ------ | ----- |
| 1    | Reino Unido    | 1   | 1     | 0      | 2     |
| 2    | Francia        | 1   | 0     | 1      | 2     |
| 3    | Argentina      | 1   | 0     | 0      | 1     |
| 4    | Estados Unidos | 0   | 1     | 2      | 3     |
| 5    | Letonia        | 0   | 1     | 0      | 1     |
|      | TOTAL          | 3   | 3     | 3      | 9     |